# Kwas sulfonowy

Wzór kwasu sulfonowego

Kwas sulfonowy – nieorganiczny związek chemiczny z grupy tlenowych kwasów siarki, nietrwały tautomer kwasu siarkawego zawierający grupę sulfonową.
Jego pochodne, w których wodór związany z atomem siarki jest zastąpiony organiczną grupą funkcyjną, są trwałe. Mogą to być pochodne kwasy (np. kwas metanosulfonowy, CH3SO2OH) oraz sulfoniany (sole lub estry).